# Nicolás Vivaldo
Nicolás Vivaldo (ur. w 1896, zm. w 1990) – argentyński piłkarz, grający podczas kariery na pozycji napastnika. 

## Kariera klubowa
Nicolás Vivaldo piłkarską karierę rozpoczął w 1913 w Racing Club de Avellaneda. Z Racingiem sześciokrotnie zdobył mistrzostwo Argentyny w 1913, 1914, 1915, 1916, 1917 i 1918. W latach 1919–1920 występował w Porteño Buenos Aires. Karierę zakończył w Argentinos Juniors Buenos Aires w 1928.

## Kariera reprezentacyjna
W reprezentacji Argentyny Vivaldo występował w latach 1917-1925. W reprezentacji zadebiutował 18 lipca 1917 w wygranym 2-0 meczu z Urugwajem, którego stawką było Gran Premio de Honor Uruguayo. 
W 1917 wystąpił w Mistrzostwach Ameryki Południowej. Na turnieju w Montevideo wystąpił tylko w meczu z Chile. Ostatni raz w reprezentacji wystąpił 12 lipca 1925 w zremisowanym 1-1 meczu z Paragwajem, którego stawką było Copa Chevallier Boutell. Ogółem w barwach albicelestes wystąpił w 10 meczach, w których strzelił 2 bramki. 
| Mecze i gole w reprezentacji | Mecze i gole w reprezentacji | Mecze i gole w reprezentacji | Mecze i gole w reprezentacji | Mecze i gole w reprezentacji | Mecze i gole w reprezentacji | Mecze i gole w reprezentacji |
| #                            | Data                         | Miasto                       | Przeciwnik                   | Gol                          | Wynik                        | Rozgrywki                    |
| ---------------------------- | ---------------------------- | ---------------------------- | ---------------------------- | ---------------------------- | ---------------------------- | ---------------------------- |
| 1.                           | 18.07.1917                   | Montevideo                   | Urugwaj                      |                              | 2:0                          | Gran Premio                  |
| 2.                           | 15.08.1917                   | Avellaneda                   | Urugwaj                      |                              | 1:0                          | Copa Lipton                  |
| 3.                           | 03.09.1917                   | Montevideo                   | Urugwaj                      |                              | 0:1                          | Copa Newton                  |
| 4.                           | 06.10.1917                   | Montevideo                   | Chile                        |                              | 1:0                          | Copa América                 |
| 5.                           | 29.09.1918                   | Buenos Aires                 | Urugwaj                      | Gol                          | 2:0                          | Copa Newton                  |
| 6.                           | 24.08.1919                   | Montevideo                   | Urugwaj                      |                              | 1:2                          | Copa Newton                  |
| 7.                           | 19.10.1919                   | Buenos Aires                 | Urugwaj                      | Gol                          | 6:1                          | Gran Premio                  |
| 8.                           | 10.12.1922                   | Montevideo                   | Urugwaj                      |                              | 0:1                          | Gran Premio                  |
| 9.                           | 02.12.1923                   | Buenos Aires                 | Brazylia                     |                              | 0:1                          | Copa Confraternidad          |
| 10.                          | 12.07.1925                   | Buenos Aires                 | Paragwaj                     |                              | 1:1                          | Copa Chevallier Boutell      |